# 小行星345
小行星345（345 Tercidina）是一顆主帶小行星。它被歸類為C-型小行星，可能由碳質物質組成。它於1892年11月23日由奧古斯特·沙盧瓦在尼斯發現。

## 大小
2002年9月17日，對一顆視星等5.5的明亮恆星，HIP 19388的掩星觀測產生了75個弦，表明橢球面為111 × 90公里。
2005年11月15日，在加利福尼亞州格拉斯谷附近的一次掩星觀測產生了五個弦，呈現126 × 111公里的不完整輪廓。推測這個更大的結果可能是由於小行星以不同的方向經過恆星前方造成的。

## 外部連結
- 小行星345 at AstDyS-2, Asteroids—Dynamic Site
  - Ephemeris · Observation prediction · Orbital info · Proper elements · Observational info
- NASA JPL小天體瀏覽器上的小行星345
- https://euraster.net/results/2002/20020917-Tercidina.html （页面存档备份，存于）